# Johann Baptist Gegg

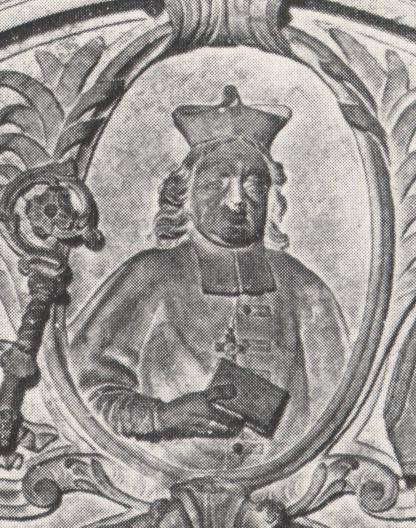
Weihbischof Johann Baptist Gegg, Relief von seinem Epitaph.

Johann Baptist Gegg (* 26. Mai 1664 in Eichstätt; † 9. September 1730 in Worms) war von 1716 bis 1730 unter Fürstbischof Franz Ludwig von Pfalz-Neuburg der Weihbischof des Bistums Worms und Titularbischof von Trapezopolis.

## Leben

### Herkunft
Johann Baptist Gegg wurde als Sohn des Eichstätter Gastwirtes „Zum Krebs“, Johann Gegg und dessen zweiter Ehefrau Walburga geb. Bittlmaier geboren. Er hatte noch mindestens drei Geschwister, nämlich den Bruder Johann Michael, später Bürgermeister von Eichstätt, sowie zwei Schwestern. 

### Werdegang
Gegg absolvierte die Jesuitenschule seiner Vaterstadt und besuchte danach die Universität Dillingen, ebenfalls unter der Leitung von Jesuiten stehend. Er gehörte dort der Marianischen Kongregation an und widmete sich theologischen bzw. kanonistischen Studien.
Am 12. Juni 1688 erhielt der Theologe die Priesterweihe und am 15. Juni gleichen Jahres erwarb er die Graduierung als Lizentiat der Theologie und des kanonischen Rechtes.
Seine erste Anstellung fand der Neupriester 1688 als Kooperator (Hilfspriester) in Monheim (Schwaben), in jenem Teil des Bistums Eichstätt, der politisch zum Herzogtum Pfalz-Neuburg gehörte. Nach ersprießlicher und eifriger Tätigkeit erhielt Johann Baptist Gegg am 3. August 1690 ein Kanonikat am Chorherrenstift zu Herrieden. In dieser Eigenschaft fungierte er in dem Städtchen ab 10. November 1694 auch als Pfarrer. Seine Mutter zog zu ihm, verstarb dort und wurde in der Bergkirche St. Martin begraben.
Fürstbischof Johann Martin von Eyb berief Pfarrer Gegg 1700 als Geistlichen Rat in die Eichstätter Bistumskurie, wo er zum 20. März 1701 das Amt des Offizials übernahm und 1711 zum Generaloffizial avancierte. 

### Weihbischof in Worms

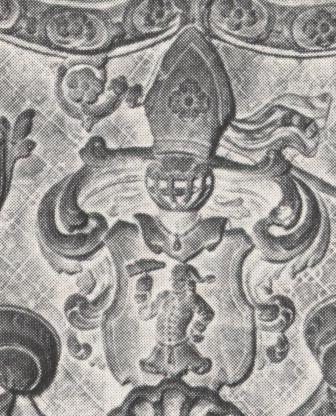
Weihbischof Johann Baptist Gegg, Bischofswappen

Franz Ludwig von Pfalz-Neuburg, Bischof von Worms, holte Johann Baptist Gegg 1714 aus eigenem Antrieb als Weihbischof in seine rheinische Diözese, da er ihm „wegen seiner Frömmigkeit und der Zierde seiner Sitten, seines Wissens und seiner Gelehrsamkeit sehr empfohlen worden war.“ Der größte Teil des Bistums Eichstätt gehörte politisch zum heimatlichen Herzogtum von Bischof Franz Ludwig, wo offenbar der Kontakt herrührte. Die Universität Dillingen verlieh ihrem ehemaligen Absolventen bei der Bischofsernennung die Doktorgrade in Theologie und in den beiden Rechten (weltliches und geistliches). 
In der Nachfolge von Johann Leopold von Gudenus († 1713) amtierte Gegg als ernannter Weihbischof, Provikar und Dekan des St. Pauls Stifts der Stadt. Die päpstliche Bestätigung und Bestellung zum Titularbischof von Trapezopolis erfolgte durch Clemens XI. am 30. März 1716. Johann Baptist Gegg erhielt die Bischofsweihe am 26. Juli 1716 vom Speyerer Bischof Heinrich Hartard von Rollingen. 
Bischof Franz Ludwig von Pfalz-Neuburg, der lediglich die Subdiakonatsweihe besaß und den Titel des Bischofs trug, war ein eifriger und gewissenhafter Oberhirte, der seine Bistümer mit großem Sachverstand regierte. In diesem Sinne wurde er von seinem selbst gewählten Weihbischof Johann Baptist Gegg nachhaltig unterstützt. Beide belebten das kirchliche Leben im Wormser Sprengel bedeutend. Gegg förderte mit Unterstützung seines Bischofs die Volksmissionen und trat bei diesen öfter als Teilnehmer bzw. als Prediger auf. Er visitierte fleißig die Pfarreien und Klöster, wobei er enge Tuchfühlung mit dem Klerus der Diözese suchte. Gegg fand es nicht unter seiner Würde, persönlich auf den ländlichen Dekanantssitzungen zu erscheinen und mit den Priestern zu beraten bzw. zu diskutieren. Besonderen Wert legte er dabei auf persönliches Kennenlernen im Rahmen des anschließenden, sogenannten „Symposion“. Hier erfuhr der hohe Gast in aufgelockerter, geselliger Runde, die Sorgen, Nöte, Wünsche und Erwartungen der Kleriker. Neben seiner administrativen und seelsorgerischen Arbeit hatte Weihbischof Gegg in den 15 Jahren seiner Amtszeit sämtliche im Bistum anfallenden Pontifikalhandlungen, wie Weihen von Kirchen, Altären und Glocken sowie die Priesterweihen und Firmungen zu tätigen, da sein Bischof dazu keine spirituelle Vollmacht besaß. Insgesamt weihte Johann Baptist Gegg in seinem Pontifikat 239 Priester und spendete 47.894 Personen das Sakrament der Firmung. Darüber hinaus konsekrierte er 24 feste Altäre und 75 bewegliche, 38 Glocken sowie 45 liturgische Kultgeräte.
28 Kirchen im Bistum Worms hat Bischof Gegg neu geweiht bzw. nach Verwüstung wiedergeweiht, wovon die wichtigsten sind: Karmeliterkirche Worms (1716); Kapuzinerkirche Grünstadt, Pfarrkirche Roxheim, Stiftskirche St. Paul zu Worms (1717); Pfarrkirche Schallodenbach, 
Martinskirche (Worms), Pfarrkirche Mörsch, Kapuzinerkirche Frankenthal (1718); Hl. Geist- und Dominikanerkirche (Bad Wimpfen), Hofkapelle Schloss Schwetzingen, Hl. Geistkirche und Schlosskapelle in Heidelberg (1719); Pfarrkirche Laumersheim und Heilig-Kreuz-Kapelle auf dem Palmberg (1722); Karmeliter- und Franziskanerkirche in Heidelberg, Kurfürstliche Hauskapelle Schloss Mannheim, Pfarrkirche Hettenleidelheim, Pfarrkirche Kübelberg, Pfarrkirche Ramstein (1724); St. Andreas zu Worms (1725); Pfarrkirche St. Sebastian (Mannheim) (1726); Filialkirche Bobenheim am Rhein (1727); Pfarrkirche Horchheim (1728); Franziskanerkirche Sinsheim (1729); Liebfrauenkirche Worms (1730).
Als Weihbischof Gegg am 6. Juni 1717 die Kapuzinerkirche in Grünstadt weihte, firmte er danach 2000 Personen; am nächsten Tag anlässlich einer Altarweihe im nahen Neuleiningen auch dort nochmals 800.
Ähnliches hält eine Webseite der Diözese Speyer für Hettenleidelheim fest. Auch dort weihte er am 27. August 1724 die Pfarrkirche und spendete danach 1700 Personen das Firmsakrament. 
Johann Baptist Gegg unterstützte die Errichtung einer „Kreuzwallfahrt“ in Bad Wimpfen, wo man beim Umbau der uralten Kirche eine Kreuzreliquie entdeckte. Bischof Gegg reiste zum Fest „Kreuzauffindung“ (3. Mai) 1719 in die zum Bistum Worms gehörende Stadt, weihte die umgebaute Kirche ein und eröffnete selbst die Wallfahrt, die bis heute noch immer blüht.
Öfter fungierte Weihbischof Gegg zu Sakramentenspendungen oder Pontifikalhandlungen am kurpfälzischen Hof in Mannheim. An drei hintereinander folgenden Tagen hielt er dort am 27., 28. u. 29. Mai 1720, in Anwesenheit von Kurfürst Karl Philipp, dessen Tochter Elisabeth Auguste und deren Ehemann Erbprinz Joseph Karl von Pfalz-Sulzbach die Exequien für die verstorbene Kaisern Eleonore Magdalene, eine Schwester des Kurfürsten. Ebenso taufte er am 25. November 1725, im Mannheimer Schloss, den Enkelsohn des Kurfürsten, Karl Philipp August, der allerdings schon mit zwei Jahren verstarb. 
Weihbischof Gegg spendete am 11. Juni 1728 in Mainz, zu St. Gangolf, als Hauptkonsekrator dem Mainzer Weihbischof Kaspar Adolf Schnernauer die Bischofsweihe. Am 24. Februar 1721 war er in Bruchsal Mitkonsekrator des Speyerer Bischofs und Kardinals Damian Hugo von Schönborn. Die gleiche Aufgabe erfüllte er am 9. Mai 1728 in Fulda als Mitkonsekrator bei Erteilung der Bischofsweihe an den neuen Weihbischof Amand von Buseck.
Am 16. Oktober 1718 weihte Gegg in Worms seinen eigenen Neffen Johann Michael Pfleger zum Priester.
Johann Baptist Gegg gehörte zu den Bewunderern des Wormser Malers Johann Michael Rosner, den er seinem Bruder, dem Bürgermeister von Eichstätt empfahl, um dort die Jesuitenkirche, heute als sogenannte „Schutzengelkirche“ berühmt, mit Engelsfresken auszumalen.

### Tod und Andenken

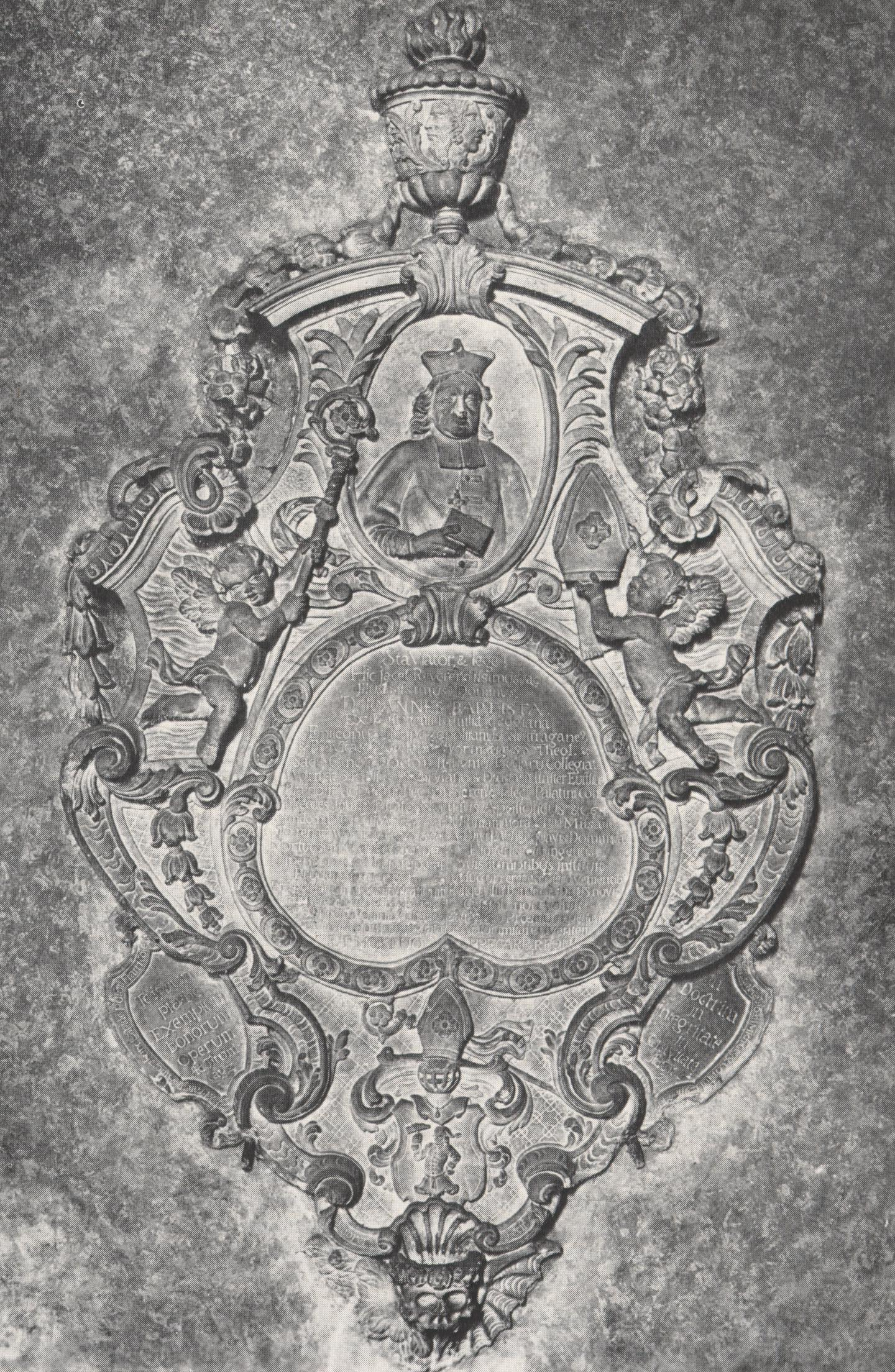
Grabdenkmal von Weihbischof Johann Baptist Gegg, ehemals in der Kirche St. Paulus, zerstört 1945

Weihbischof Gegg starb am 9. September 1730 in Worms nach kurzer Krankheit, bis in die letzten Tage seinen Amtspflichten nachgehend. Noch am 15. August des Jahres hatte er im Dom gefirmt und am 24. August dort einen Priester geweiht. Voller Todesahnungen schrieb er ca. 3 Monate zuvor an den Stiftsdekan von Herrieden: „Es ist Zeit auf einen guten Abschied von dieser zergänglichen Welt zu denken, Alter und Entkräftung von Arbeit schickt uns am End in die Ewigkeit, hoffentlich eine glückselige.“
Als Dekan des Paulusstifts erhielt Gegg in der St. Pauluskirche seine letzte Ruhestätte. Bei Ausgrabungen stieß man 1928 im Chor der Kirche auf sein Grab, das mit Backsteinen gemauert war. Es fand sich ein Skelett mit Überresten priesterlicher Kleidung, das 1929 links hinter dem neu aufgebauten Hochaltar wieder beigesetzt wurde. Der prächtige Epitaph ging am 21. Februar 1945 bei der Zerstörung der Kirche, durch übergroße Hitzeeinwirkung zugrunde. Er ist fotografisch gesichert und enthält eine Darstellung von Johann Baptist Gegg, die einen schon etwas älteren Geistlichen, in straffer, aufrechter Haltung, mit scharf ausgeprägtem, energischem Gesicht zeigt. In seiner rechten Hand hält er ein geschlossenes Buch und steckt seinen Finger, wie einen Buchzeiger zwischen die Seiten, so als wolle er gleich daraus dozieren. Dies soll wohl eine Anspielung auf sein tüchtiges Wirken als Prediger und Katechet sein. Die Grabinschrift hebt hervor: Frömmigkeit im Leben und Sterben, Freigiebigkeit gegen die Armen, kluge Haushaltung und große Leistungen in Wort und gutem Beispiel. Ganz unten ist das persönliche Wappen des Prälaten dargestellt, ein Bergmannsmännlein mit Hammer.